# Operación Faustschlag
La Operación Faustschlag («Operación Puñetazo»), a la que se conoce también como guerra de los Once Días, fue una ofensiva de las Potencias Centrales de la Primera Guerra Mundial, la última operación de importancia del frente oriental.
Las fuerzas ruso-soviéticas fueron incapaces de frenar la acometida enemiga debido a los desórdenes que acompañaron a la Revolución rusa y a la posterior guerra civil. Como consecuencia, los ejércitos de las Potencias Centrales se apoderaron de vastos territorios en el Báltico, Bielorrusia y Ucrania y obligaron al Gobierno ruso-soviético a firmar el Tratado de Brest-Litovsk.

## Antecedentes
Los bolcheviques se hicieron con el poder en Rusia durante la Revolución de Octubre y anunciaron que el país abandonaba la contienda. Las negociaciones con los Imperios Centrales se entablaron en Brest-Litovsk el 3 de diciembre de 1917 y el 17 declaró un alto el fuego en el frente oriental. A continuación, el 22 del mes, se empezó a tratar la paz definitiva.
Desde el comienzo, los imperios reclamaron territorios que habían ocupado entre 1914 y 1916, entre ellos Polonia, Lituania y Letonia occidental. Los bolcheviques rehusaron ceder y se retiraron de las conversaciones de paz, lo que produjo la ruptura del armisticio. León Trotski, que encabezaba la delegación rusa, esperaba alargar las negociaciones hasta que estallase la revolución en Europa, lo que hubiese obligado a Alemania a firmar la paz.
Trotski era el principal paladín de la posición intermedia que pretendía no reanudar la guerra pero tampoco firmar la paz en las condiciones que exigían los Imperios Centrales; el 28 de enero de 1918, anunció que Rusia consideraba el conflicto como terminado. Esto resultaba inaceptable para los alemanes, que ya estaban transportando divisiones al frente occidental. El jefe del Estado Mayor alemán, general Max Hoffmann, reaccionó firmando la paz con Ucrania el 9 de febrero y anunciando el 17 el fin del armisticio para el 19 del mes; este día, en efecto, se reanudaron las hostilidades.
Mientras se celebraban las conversaciones de paz con los Imperios Centrales, el nuevo jefe del Ejército soviético, Nikolái Krylenko había llevado a cabo la desmovilización y democratización de las Fuerzas Armadas rusas, implantando la elección de los oficiales, aboliendo las graduaciones y licenciando tropas. El 29 de enero, Krylenko ordenó la desmovilización completa de todas las unidades.

## Ofensiva de los Imperios Centrales

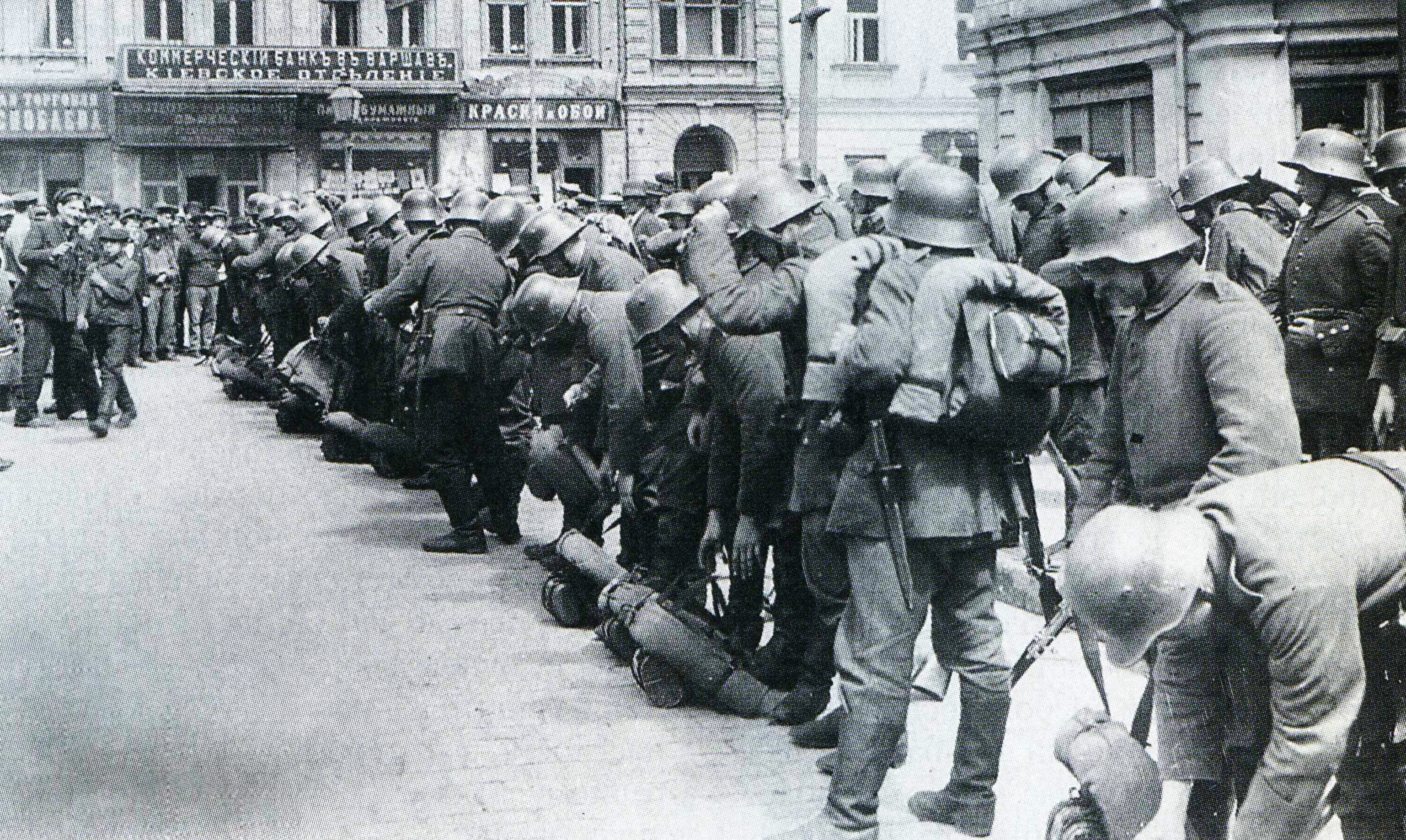
Soldados alemanes en Kiev en marzo de 1918.

El 18 de febrero, las unidades austrohúngaras y alemanas emprendieron una nueva acometida en tres direcciones, con cincuenta y tres divisiones: el grupo septentrional se dirigió desde Pskov hacia Narva; el central, hacia Smolensk; y el meridional, hacia Kiev.
El grupo septentrional, compuesto por dieciséis divisiones, se apoderó del estratégico nudo ferroviario de Daugavpils el primer día de la ofensiva. A continuación ocupó Pskov y Narva el 28 del mes. El grupo central, formado por el 10.º Ejército y el XLI Cuerpo de Ejército avanzó hacia Smolensk. El 21 de febrero tomó Minsk y el cuartel general del Grupo de Ejércitos Occidental. El grupo meridional quebró las líneas defendidas por los restos del Grupo de Ejércitos Suroccidental ruso y se apoderó de Yitomir el 24 de febrero. Entró en Kiev el 2 de marzo, un día después de que lo hiciesen las de la Rada Central Ucraniana.
Las divisiones austrohúngaras y alemanas avanzaron más de ciento cincuenta kilómetros en una semana, sin encontrar resistencia destacable. Las fuerzas alemanas se encontraban ya a unos ciento sesenta kilómetros de Petrogrado, lo que impelió a los soviéticos a trasladar la capital a Moscú. El rápido avance alemán se denominó «guerra ferroviaria» (der Eisenbahnfeldzug) por el uso que hicieron los ejércitos invasores de las líneas férreas rusas para desplazarse. El 22 de febrero, el general Hoffmann anotó en su diario:

Es la guerra más cómica que haya visto. Ponemos unos cuantos soldados con una ametralladora y un cañón en un tren y los enviamos a la siguiente estación de la línea; la ocupan, prenden a los bolcheviques, recogen a unos cuantos soldados más y repiten la operación. Este proceso tiene, al menos, el encanto de ser algo nuevo.

### Consecuencias políticas
Trotski regresó a Petrogrado mientras se verificaba el avance enemigo. La mayoría de los dirigentes soviéticos preferían continuar la guerra, incluso si el país no se hallaba en situación de hacerlo, por la disolución del Ejército. La intervención de Lenin hizo, sin embargo, que aceptasen finalmente firmar la paz con las condiciones impuestas por los Imperios Centrales, que se habían endurecido. Algunos veteranos bolcheviques como Kámenev, Zinóviev y Stalin lo apoyaron.
Tras una acalorada discusión en el Sovnarkom en la que Lenin llegó a amenazar con dimitir si no se aceptaban sus propuestas, la posición favorable a la paz se impuso por ciento sesenta y seis votos a ochenta y cinco. La mayoría en el Comité Central fue incluso menor: siete votos favorables y seis contrarios. Finalmente, Trotski cambió su voto, aceptó firmar la paz, y se decidió acceder a las condiciones exigidas por el enemigo; el 3 de marzo, los bolcheviques rubricaron el Tratado de Brest-Litovsk.
El 24 de febrero, un día antes de que las tropas alemanas alcanzasen Tallin, el Comité Estonio de Salvación proclamó la independencia del país. Las autoridades de ocupación rehusaron reconocer la autoridad del Gobierno estonio y entregaron los cargos de responsabilidad en la Administración a sus compatriotas.

## Consecuencias

Territorios ocupados por los Imperios Centrales durante la Operación Faustschlag y como consecuencia de esta.

La capitulación bolchevique del 3 de marzo solo detuvo el avance enemigo entre Narva y el norte de Ucrania, puesto que en el tratado de paz el Gobierno soviético renunciaba a toda autoridad en los territorios ubicados más al sur. En los meses siguientes, las unidades de los imperios situados al sur avanzaron más de setecientos kilómetros más, ocuparon Ucrania y penetraron incluso en territorio ruso, más allá de la frontera oriental ucraniana.Tomando Odesa el 13 de marzo, Dnipró el 5 de abril y Járkov tres días después. El 4 de mayo toman Bélgorod y Novozíbkov.Parando su marcha el 8 de mayo cuando llegan a Rostov del Don, que ocupan aliados con el atamán cosaco Piotr Krasnov. 
Los alemanes continuaron sus operaciones militares también en el Cáucaso y Finlandia; en esta sus fuerzas colaboraron con la Guardia Blanca finlandesa en la guerra civil. Según el tratado, todas las bases navales rusas del Báltico a excepción de Kronstadt fueron entregadas a los Imperios Centrales; los buques de la Flota del Mar Negro destinados en Odesa debían desarmarse y permanecer en puerto. Los bolcheviques también debían liberar de inmediato a los seiscientos treinta mil prisioneros de guerra austrohúngaros que se hallaban en Rusia.
En el tratado de paz, la Rusia soviética había renunciado a Estonia, Letonia, Lituania, Polonia, Bielorrusia y Ucrania, que pudieron a partir de entonces evolucionar políticamente ajenas a la influencia rusa. Alemania deseaba someter estos territorios a su dominio político y económico, pero su derrota, acaecida el 11 de noviembre, frustró estos planes. La rendición alemana les permitió a los soviéticos tratar de recuperar los territorios perdidos. Lo lograron en algunas regiones, como Ucrania, Bielorrusia y el Cáucaso, mientras que en otras como el Báltico fracasaron y tuvieron que reconocer la independencia de los países limítrofes (los Estados bálticos, Finlandia y Polonia).
Lenin reforzó su poder en el seno del Gobierno soviético; temeroso de que los alemanes reanudasen su avance en el Báltico, trasladó la capital rusa a Moscú el 12 de marzo de 1918. En la dirección soviética, los debates internos nunca volvieron a tener la tensión de los que precedieron la aceptación de la paz de Brest-Litovsk y jamás se volvió a desafiar la autoridad de Lenin como lo había sido entonces.